# オガルカヤ
オガルカヤ Cymbopogon tortilis (J. Presl) Hitchc. var. goeringii (Steud.) Hand. -Mazz. はイネ科の植物の1つ。苞から出る小穂の並んだ枝が左右真横に広がって伸びる。メガルカヤと共に秋の七草の1つに数えられる。

## 特徴
多年生の草本。茎は少数が束になって生じ、その高さは60～100cmで、質は硬く、葉と共に独特の香りがある。葉身は長さが15～40cm、幅は3～5mm。葉舌はほぼ三角形をしており、高さは1～3mm。
花期は8～11月。花序は全体としては長さ20～40cm、直立するかやや斜めに傾いて伸びる。花序はボート型をした葉状苞、これは葉身を失った葉鞘が変形したものであるが、その中から枝が出てそこに小穂が並ぶ形の分花序が多数並んだものとなっており、花序全体では円柱形になる。主軸についた葉状苞の中からは短い枝が出て、その先端から左右に伸びた部分に小穂が並び、これが総となっている。個々の総は長さ1.5～2cm、粉白色で一部は赤紫色を帯び、左右1対の総が互いに180度に開いて伸びているので、両方纏めて1直線の形を取るのは特異な姿である。総の花軸には節毎に1対の小穂がつくが、最下のものは両方共に無柄で雄性小穂となっており、それ以外では有柄の第1小穂が雄性、無柄の第2小穂が両性小穂となっている。どちらの小穂も長さは5mm程度で、有柄の雄性小穂には芒が無く、無柄の両性小穂には芒がある。

### 小穂の構造
無柄の両性小穂は4つの頴を持ち、第1包頴は左右の縁が竜骨になっており、その竜骨上に幅広い翼が張り出す。第2包頴はボート状で第1包頴に抱かれている。下方小花の護頴は薄い膜状、上方小花の護頴はそれらよりずっと小さくて長さは2mm、先端は大きく2つに割れていてその間から芒が出る。この芒は長さ8mmほどもあって小穂の外まで伸び出している。雄性の有柄小穂には2枚の包頴のみがあって護頴も内頴もなく、3本の雄しべのみを含む。雄しべの葯は長さ2mmほどで黒紫色をしており、小穂の外に出てよく目立つ。

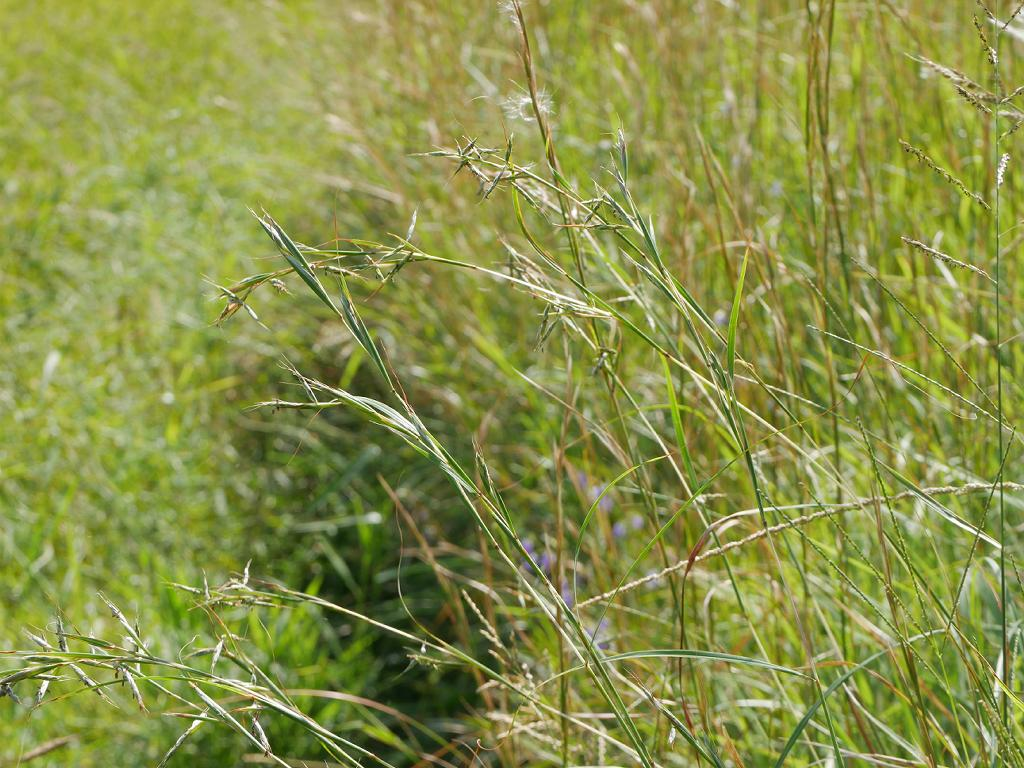
穂の集団
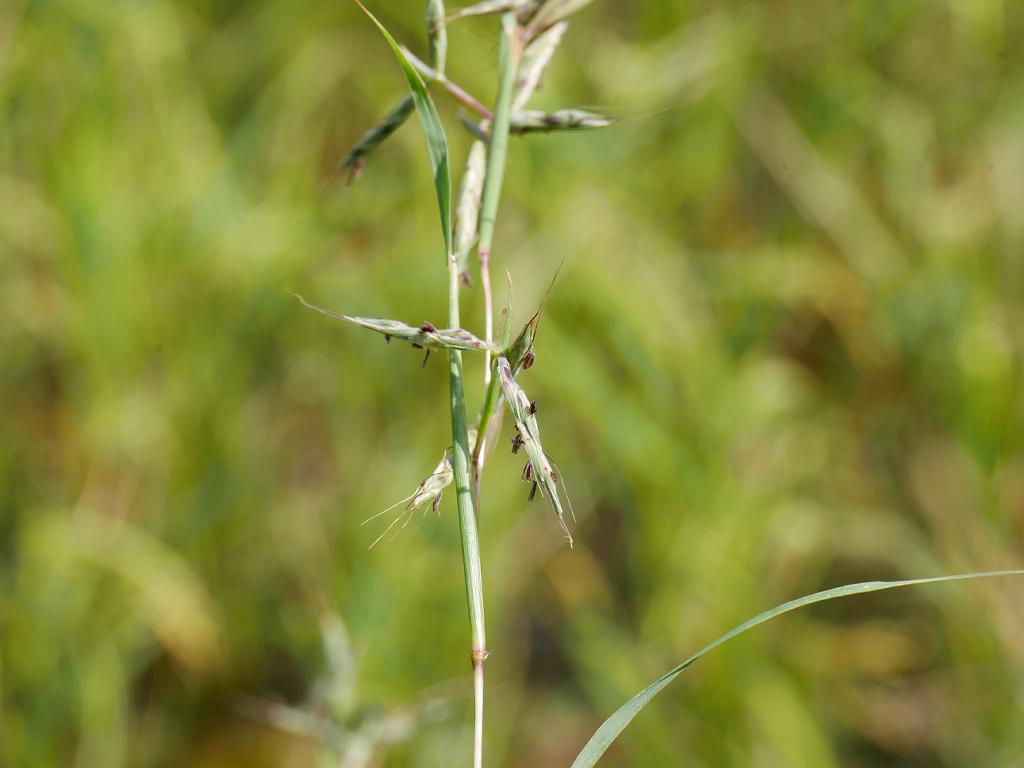
花序の拡大像
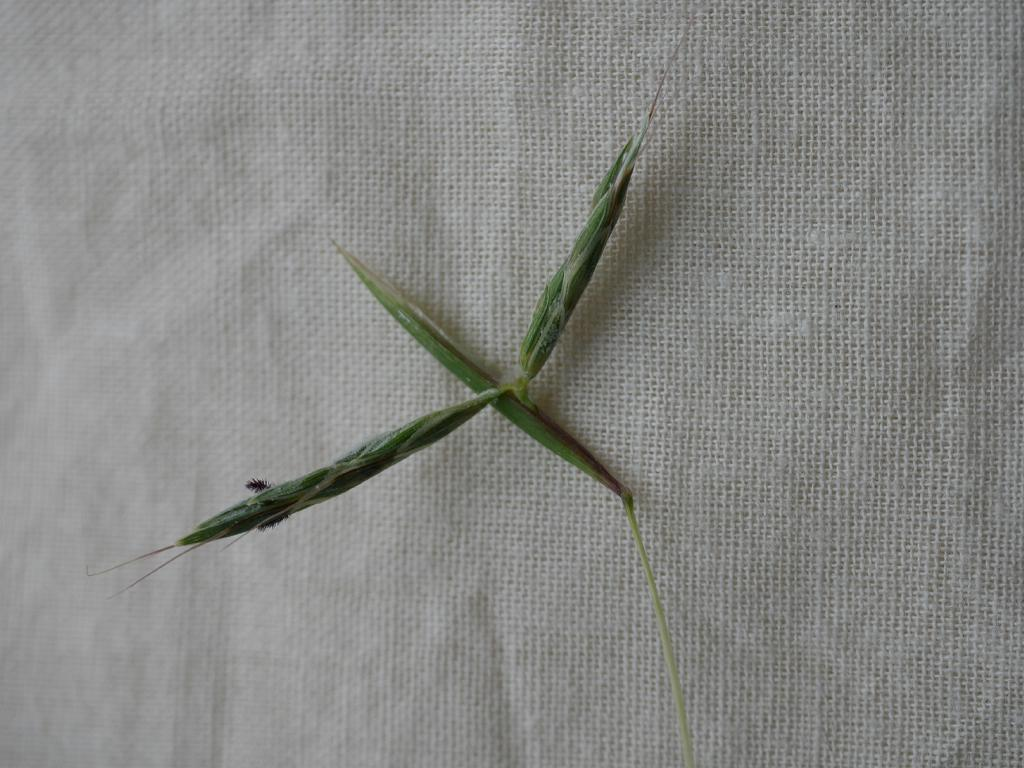
1個の分花序
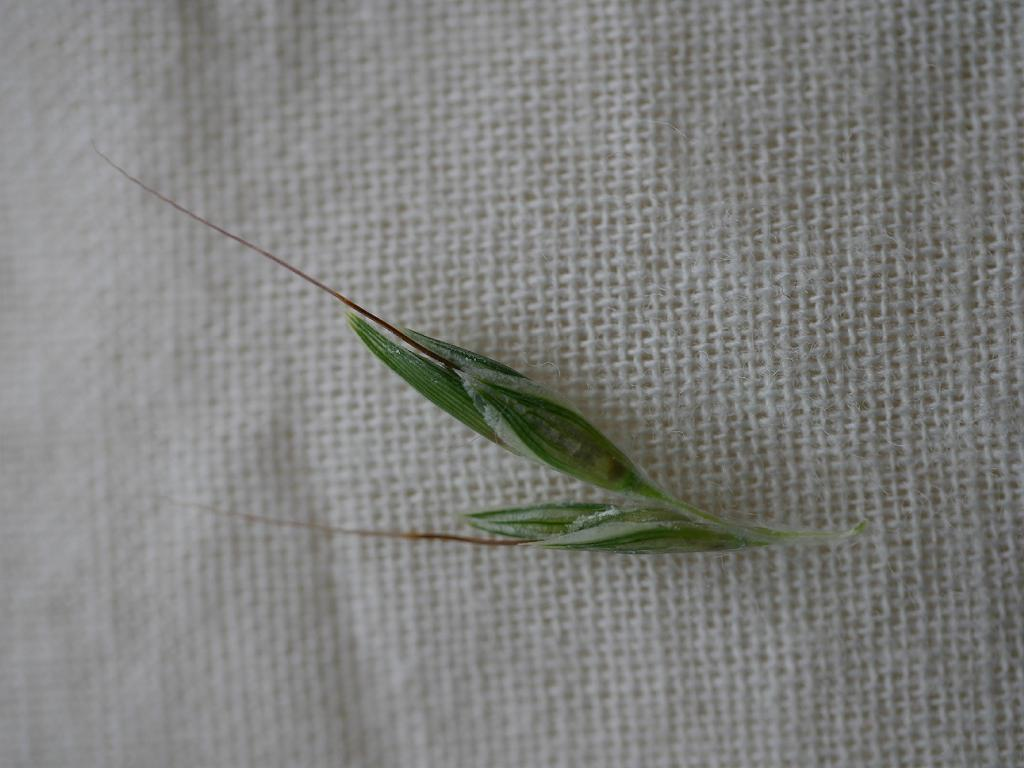
総の一部を取り、小穂を示したもの

## 和名について
和名は「雄刈る萱」の意味で、刈り取って屋根を葺くのに用いる草を総称して刈る萱と呼び、その中から本種やメガルカヤがそう呼ばれるようになったとみられる。それぞれにオ、メがついているのは普通は男と女を意味するもので、多くの書がそれを認めている。ただし本種を含むこの組み合わせに関しては、本種の方がやや小柄で温和しい見かけになっており『名が逆のように思えてならない』との声が聞かれる。別名にスズメカルカヤがあり、これは穂の形に基づく。

## 分布と生育環境
日本では本州から九州、それに琉球列島と小笠原諸島に分布する。国外ではインドシナにあるとの記述が長田(1993)にはあるが大橋他編(2016)にはない。なお、インドシナを含め日本国外には後述の本種の基本変種が分布している。
丘陵地の草原に生える。丘陵地や里山の草地、はげ山に生えるもので、遷移が進んで土壌の有機物が増えてくると消えやすいという。

## 分類など
オガルカヤ属には旧世界の暖地に約30種があり、日本には本種のみが知られる。
本種の基亜種であるシマオガルカヤ var. tortilis は中国南部、台湾、インドシナに分布し、本種よりやや小穂が小さいという違いがあるが、南西諸島のものは本種とこの種との中間的な特徴を見せる。
なお、同属にはレモングラス C. citracus があり、本種も同様の精油成分を少し含んでいるので葉には微かながら芳香がある。
形態的にも目立って特殊なので他に見間違えるようなものは日本にはない。

## 利害
カルカヤは秋の七草の1つとされることがあるが、これは普通はメガルカヤであるとされることが多い。ただし、牧野原著(2017)では刈る草がカルカヤになり、次第に『本種(ここではメガルカヤのこと)やオガルカヤの特称に』なったと記してあり、両方纏めての呼称であったと読める。ただしメガルカヤのように茎や根に特別な利用があったわけではない。いずれにせよ、現在の日本ではその鑑賞価値はさほど認められていない。
それでも本種は秋草として切り花に用いられることがある。

## 保護の状況
環境省のレッドデータブックでは指定はないが、府県別では富山県、石川県、福井県で絶滅危惧II類、岩手県、群馬県、京都府で準絶滅危惧の指定がある。京都府では生育地の減少が目立ち、草地の開発や能動の拡張、それにかつての草地の管理放棄によるところが大きいとしている。岩手県は分布域の北限に当たる。